# 南亞石器時代

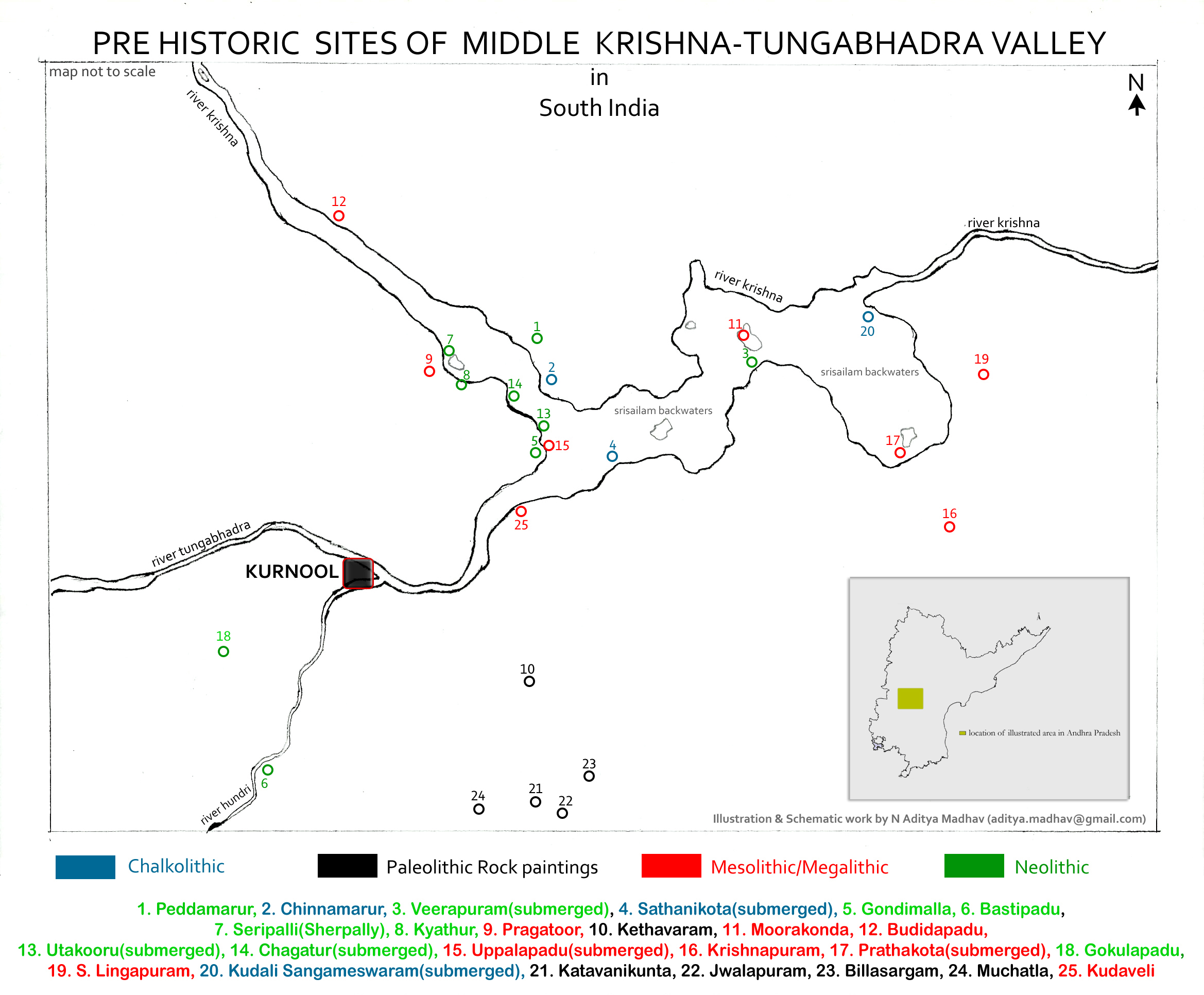
奎師那-栋格珀德拉河中游河谷地區的化石點

南亞石器時代包含南亞的舊、中和新石器時代三個時期。這一時代最古老的智人（Homo sapiens）活動記錄現在見於斯里蘭卡的一些洞穴遺址（Batadombalena和Belilena）中，歷史可追溯到32,000年前。梅赫爾格爾的新石器時代肇始于前7000年，結束于前3300年。印度南部的中石器時代持續到前3000年，新石器時代更是持續到前1400年，之後則是直接跳過了青銅時代發展出的巨石文化，印度北部和南部的鐵器時代出現在前1200至前1000年間。

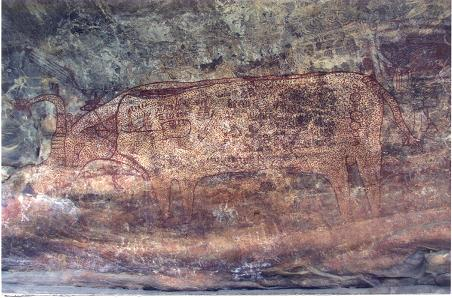
現存于印度的石器時代遺址比莫貝特卡石窟壁畫

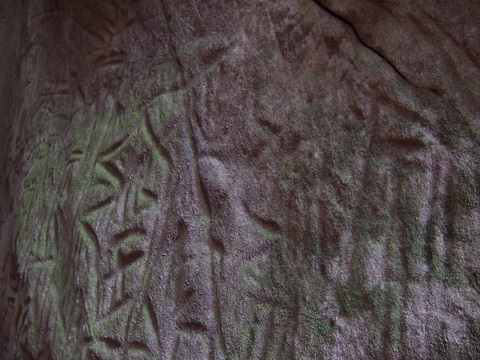
印度額德考石窟的石器時代文書

## 直立人
更新世時，南亞的直立人（Homo erectus）存在於波特瓦尔高原（今巴基斯坦旁遮普省北部）索安河流域。西瓦利克地區現在還有許多直立人化石點。 他們已經開始使用雙面石斧和石刀，阿舍利也出現于這一時期。

## 智人
粒線體DNA研究表明南亞早期智人遷徙出現在75,000至50,000年前。對Y染色體單倍群的研究顯示今马杜赖東部一村莊的居民是這些移民的直系後裔。 創造了比莫貝特卡石窟（歷史可追溯至前30,000年）的人類一直生活到前一萬至八千年的舊石器時代晚期。

## 新石器時代
以巴基斯坦梅赫爾格爾為代表的南亞新石器時代無陶階段出現在前7000至5500年，有陶階段則延續至前3300年，繼之以早期哈拉帕文明。印度較早的新石器時代遺址發現于聖卡比爾那加爾縣的“Lahuradewa”和安拉阿巴德縣久西，均可追溯至前7000年，薩拉斯瓦蒂河流域的比拉纳化石遺址更可以追溯到前7600年。
南印度的新石器時代開始較晚，出現在前3000年，延續至前1400年。安得拉-卡纳塔克邦的新石器時代文明始于前2500年，後來擴張到泰米尔纳德邦地區。而泰米尔纳德邦蒂魯內爾維利縣的“Adichanallur”和北印度的比較研究顯示，前者文明可能來自後者。泰米尔纳德的巨石文明出現在前1000年左右。

## 外部連接
- Modern Humans Arrival In South Asia May Have Led To Demise Of Indigenous Populations （页面存档备份，存于） (ScienceDaily 2005)